# EXOC2
O componente do complexo de exocisto 2 é uma proteína que em humanos é codificada pelo gene EXOC2.
A proteína codificada por este gene é um componente do complexo exocisto, um complexo de múltiplas proteínas essencial para direcionar vesículas exocíticas para locais de ancoragem específicos na membrana plasmática. Embora melhor caracterizada em levedura, as proteínas componentes e as funções do complexo exocisto demonstraram ser altamente conservadas em eucariotos superiores. Pelo menos oito componentes do complexo exocisto, incluindo esta proteína, são encontrados para interagir com a remodelação do citoesqueleto de actina e maquinaria de transporte de vesículas. Esta interação foi mostrada para mediar a formação de filopódios em fibroblastos.